# Prix Psychologies-Fnac
Le prix Psychologies-Fnac est un prix créé en 2006, couronnant un essai de développement personnel, décerné conjointement par Psychologies Magazine et par l'enseigne Fnac.
Le jury est composé de quinze personnes : cinq libraires de la Fnac, cinq journalistes de Psychologies Magazine, et cinq lecteurs-internautes recrutés chaque année sur candidatures, « pour élire l'essai qui aide à mieux vivre sa vie ». 
Le lauréat est proclamé en janvier, pour un ouvrage publié l'année précédente : ainsi, par exemple, le prix Psychologies-Fnac 2014 attribué à Christophe Massin couronne donc un ouvrage publié en 2013.

## Lauréats
- 2007 : Imparfaits, libres et heureux de Christophe André (Éditions Odile Jacob)
- 2008 : Le bonheur d’être soi de Moussa Nabati (Éditions Fayard)
- 2009 : Dans le cœur des hommes de Serge Hefez (Éditions Hachette littératures)
- 2010 : Se réaliser. Petite philosophie de l'épanouissement personnel de Michel Lacroix (Éditions Robert Laffont)
- 2011 : Le Philosophe nu d'Alexandre Jollien (Éditions du Seuil)
- 2012 :  Mes petites machines à vivre de Maryse Vaillant (Éditions JC Lattès)
- 2013 :  Maintenant ou jamais ! La transition du milieu de vie de Christophe Fauré (Albin Michel)
- 2014 : Souffrir ou aimer, transformer l'émotion de Christophe Massin (Odile Jacob)
- 2015 : Éloge de la lucidité de Ilios Kotsou (Robert Laffont)
- 2016 : Croyance de Jean-Claude Carrière (Odile Jacob)
- 2017[5] : Les Lois naturelles de l’enfant de Céline Alvarez (Les Arènes)
  - Prix Spécial : La Légèreté de Catherine Meurisse
- 2018 : Et toujours elle m'écrivait de Jean-Marc Savoye (Albin Michel)
  - Prix Spécial : L'Influence de l'odeur des croissants chauds sur la bonté humaine de Ruwen Ogien
- 2019 : Sorcières, la puissance invaincue des femmes de Mona Chollet (La Découverte)

## À noter
La Fnac a aussi créé en 1988 le Prix Goncourt des lycéens, en 2002 le Prix du roman Fnac, et en 2013 le Prix de la BD Fnac.